# U Geminorum
U Geminorum è una stella variabile doppia situata nella costellazione dei Gemelli, archetipo delle novae nane. All'incirca ogni 100 giorni le reciproche interazioni tra le due componenti danno luogo ad un'esplosione che ne incrementa notevolmente la luminosità. Fu scoperta da John Russell Hind nel 1855 durante una di queste esplosioni, e da allora fu osservata con regolarità.
Si tratta di una stella binaria che consiste di due componenti che interagiscono fortemente tra di loro, una nana bianca che orbita molto vicina ad una nana rossa. La nana bianca ha un periodo orbitale molto breve, pari a 4 h 11'; già solamente questa rapida orbita rende il sistema variabile, in quanto le componenti transitano e si eclissano vicendevolmente ad ogni rivoluzione. Normalmente, la magnitudine apparente complessiva del sistema varia tra 14,0 e 15,1; tuttavia, in corrispondenza delle esplosioni, il sistema diviene centinaia di volte più luminoso, raggiungendo la nona magnitudine. Il periodo che intercorre tra un'esplosione e l'altra vale in media un centinaio di giorni; il periodo è però altamente irregolare e varia tra 62 e 257 giorni. L'origine delle esplosioni risiederebbe nelle instabilità che si originano nel disco di accrescimento che circonda la nana bianca, la quale assume materia dalla compagna.